# Paisagem humanizada

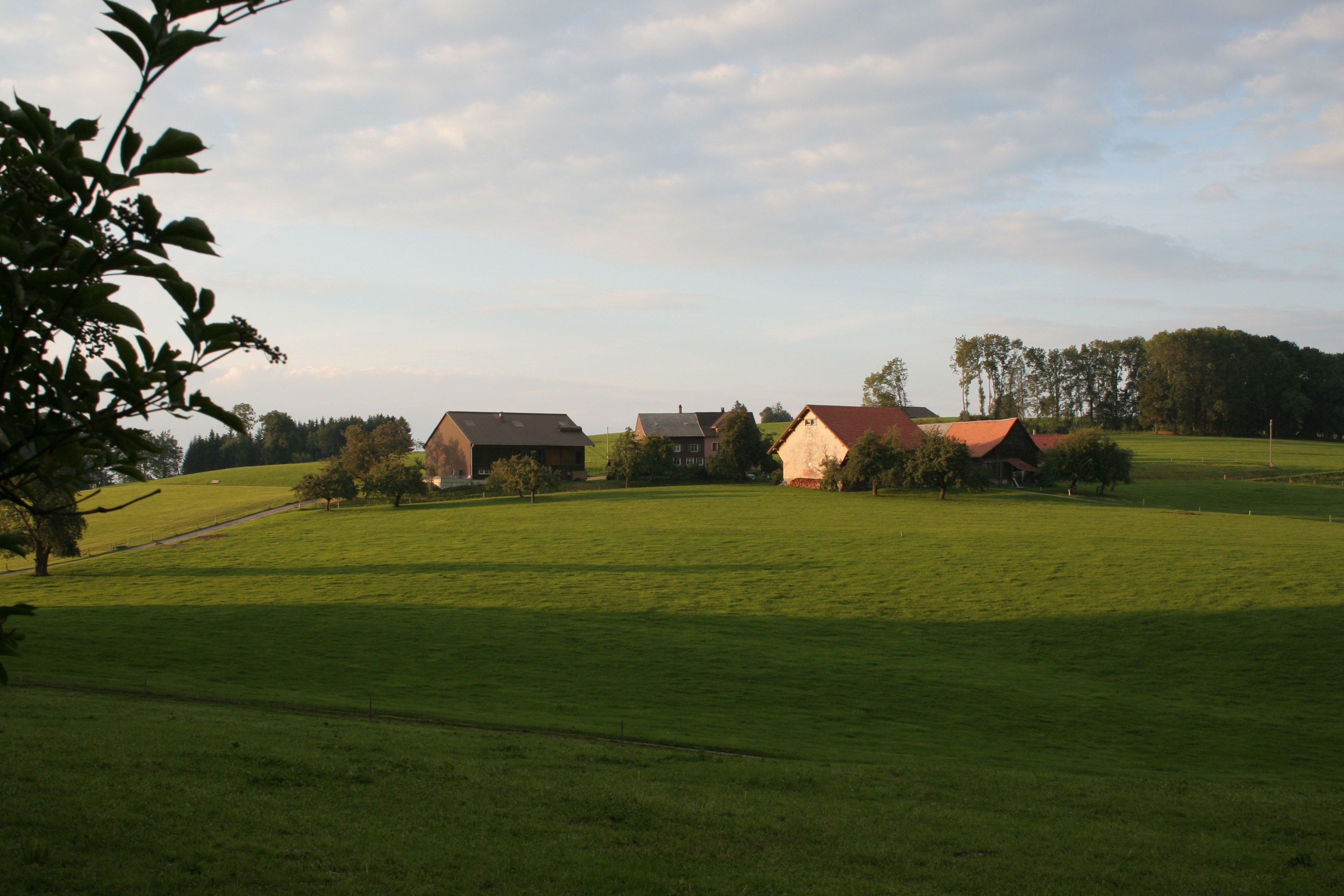
Uma paisagem pouco humanizada (povoado de Oberwil, em Waldkirch, na Suíça)

O termo paisagem é um conceito chave na ciência geográfica. A expressão paisagem humanizada insere-se como uma tipificação criada em oposição à paisagem cultural ou geográfica, produzida ou transformada pelas atividades antrópicas. Portanto, entende-se por paisagens naturais espaços que ainda não foram humanizados ou que pouco receberam a interferência das atividades humanas.